# Tassapon Bijleveld
Tassapon Bijleveld (* 24. Januar 1967 in Bangkok) ist ein thailändischer Manager und Chief Executive Officer. 

## Leben und Karriere
Tassapon wurde in 1967 in Bangkok geboren. Er studierte Marketing an der Thammasat-Universität und erhielt seine Master of Business Administration an der Assumption-Universität. Er begann seine Karriere als Assistent-Manager bei Pfizer. Nachdem er dort in mehreren Funktionen tätig gewesen war, wurde Tassapon Abteilungsleiter der Warner Music Group Thailand und blieb dort fünf Jahre. Danach arbeitete er als nationaler Geschäftsführer der Kundenabteilung der Warner Music Group Thailand. Seit 2003 ist Bijleveld Chief Executive Officer der thailändischen Billigfluggesellschaft Thai AirAsia.